# Resolució 792 del Consell de Seguretat de les Nacions Unides
La Resolució 792 del Consell de Seguretat de les Nacions Unides fou adoptada per unanimitat el 30 de novembre de 1992. Després de recordar les resolucions 668 (1990), 717 (1991), 718 (1991), 728 (1992),  745 (1992), 766 (1992) i 783 (1992), prenent nota de l'informe del Secretari General Boutros Boutros-Ghali, el Consell es va preocupar de preparar les eleccions de 1993 a Cambodja per part de l'Autoritat Transitòria de les Nacions Unides a Cambodja (UNTAC) al mateix temps que condemna la negativa del Partit de Kamputxea Democràtic a cooperar.
El Consell va determinar que els preparatius per a les eleccions, programades per al maig de 1993, procedirien a totes les zones de Cambodja a les quals la UNTAC tenia ple i lliure accés al 31 de gener de 1993, i va convocar a tots els partits cambodjans- Funcinpec, Front d'Alliberament Nacional del Poble Khmer, Partit de Kamputxea Democràtic i Partit de l'Estat de Cambodja, per cooperar amb la UNTAC i establir un entorn polític neutral per a la celebració d'eleccions lliures i imparcials sense intimidació, assetjament o violència política. També va convidar al Consell Nacional Suprem a reunir-se regularment sota la presidència del Príncep Norodom Sihanouk.
A continuació, la resolució va condemnar al Partit de Kampuchea Democràtic (PDK) per l'incompliment de les seves obligacions, exigint que ho fes de conformitat amb els Acords de París com tots els altres partits havien fet. Esmena específicament que facilita el desplegament complet de la UNTAC a les àrees sota el seu control immediatament i no impedeix el registre dels votants en aquestes àrees; que no impedeixi a altres partits polítics en les àrees i que controla plenament la II fase de cessament del foc, en particular pel que fa al cantonament i desmobilització. També va instar al PDK a unir-se plenament en l'aplicació dels Acords de París, incloses les disposicions electorals i demanant que el Secretari General i els estats continuïn oberts al diàleg amb el PDK a aquest efecte. En aquest sentit, el Consell també va demanar que es prenguessin mesures sobre els partits que no cooperessin amb la UNTAC per prevenir l'oferta de productes derivats del petroli a aquests partits, anunciant que consideraria noves mesures si el PDK continuava rebutjant la cooperació, inclosa la congelació dels seus actius fora de Cambodja.
El Consell va convidar després a la UNTAC a establir tots els punts de control fronterers necessaris i va demanar als estats que cooperessin tant en l'establiment com en el manteniment dels punts de control. També va donar suport a la decisió del Consell Nacional Suprem d'establir una moratòria sobre l'exportació de fusta procedent de Cambodja per tal de protegir els recursos naturals del país, i va demanar a tots els estats, especialment als estats veïns, que respectessin aquesta moratòria i demanant al Consell Nacional Suprem que consideri una mesura similar relacionada amb l'exportació de minerals i gemmes.
Finalment, la resolució va instar a totes les parts a observar l'alto el foc, adoptar mesures efectives contra el bandidatge i el contraban d'armes i protegir el personal de la UNTAC. Demana també al Secretari General les conseqüències per al procés electoral si el PDK continuava negant-se a cooperar i que informés al Consell sobre els esdeveniments a tot tardar el 15 de febrer de 1993. Malgrat l'aprovació de la resolució, el PDK no va cooperar i va matar a 13 ciutadans vietnamites el desembre de 1992, van atacar al personal de les Nacions Unides i van rebutjar el pla de pau de les Nacions Unides.
La resolució 792 va ser aprovada per 14 vots contra cap, amb l'abstenció de la República Popular de la Xina, que havia expressat la seva preocupació perquè una elecció sense el Partit de Kamputxea Democràtic (Khmer Roig) seria "nociva" pel procés de pau.